# Jean Allaire
Pour les articles homonymes, voir Allaire.
Jean Allaire (1930- ) est un avocat et un homme politique québécois. Il est connu pour avoir rédigé le rapport Allaire en 1991 et pour avoir fondé l'Action démocratique du Québec (ADQ) en 1994, dont il est le premier chef. Pour des raisons de santé, il démissionne quelques mois après sa nomination comme chef, mais demeure un associé politique de l'Action démocratique jusqu'en 2008.
Il entreprend ses études collégiale au Collège André-Grasset et obtient son diplôme en 1951.
En octobre 2009, Jean Allaire signe le rapport final du Groupe Avenir Québec qui devient plus tard, en 2011, la Coalition avenir Québec. En 2012, il fait campagne à l'intérieur de l'ADQ afin de faire approuver la fusion avec la CAQ par les membres lors d'un vote tenu par scrutin postal.
En 2013, les propos de Jean Allaire font la controverse alors qu'il exprime que l'islam est « une religion de violence ».
Jean Allaire continue à intervenir régulièrement dans la sphère politique sur différents enjeux. Il est notamment connu pour son appui à une réforme du mode de scrutin au Québec.